# 1792 aux échecs
| Années des échecs : 1789 - 1790 - 1791 - 1792 - 1793 - 1794 - 1795    |
| Décennies des échecs : 1760 - 1770 - 1780 - 1790 - 1800 - 1810 - 1820 |

Cet article présente les faits marquants de l'année 1792 aux échecs.

## Événements majeurs
- Philippe Jules van Zuylen van Nyevelt publie «La supériorité aux échecs mise à la portée de tout le monde, et particulièrement des dames qui aiment cet amusement » ou « méthode nouvelle » [1]

## Divers
- Louis Léopold Boilly (1761 - 1845) peint « Joueurs d’échecs au café de la Régence » [2].
- Philidor s’exile en Angleterre. Il ne retournera plus en France.